# 890'erne f.Kr.
Århundreder: 10. århundrede f.Kr. – 9. århundrede f.Kr. – 8. århundrede f.Kr.
Årtier: 940'erne f.Kr. 930'erne f.Kr. 920'erne f.Kr. 920'erne f.Kr. 900'erne f.Kr. – 890'erne f.Kr. – 880'erne f.Kr. 870'erne f.Kr. 860'erne f.Kr. 850'erne f.Kr. 840'erne f.Kr.
År: 899 f.Kr. 898 f.Kr. 897 f.Kr. 896 f.Kr. 895 f.Kr. 894 f.Kr. 893 f.Kr. 892 f.Kr. 891 f.Kr. 890 f.Kr.

## Begivenheder
- 894 f.Kr. – Zhou yi wang bliver konge i Zhou-dynastiet
- 892 f.Kr. – Megakles, konge af Athen, dør, efter en regeringstid på 30 år, og efterfølges af sin søn Diognetus
- 891 f.Kr. – Tukulti-Ninurta II overtager tronen i Assyrien efter sin far Adad-nirari II.